# Erdei szömörcsög
Az erdei szömörcsög (Phallus impudicus) az osztatlan bazídiumú gombák (Homobasidiomycetes) osztályának szömörcsögalkatúak (Phallales) rendjébe, ezen belül a szömörcsögfélék (Phallaceae) családjába tartozó faj.

## Elnevezései
Fallosz alakja miatt ezt a gombát különböző elnevezésekkel illették, például szemérmetlen szömörcsög, szemtelen szömörcsög, Ithyphallus impudicus.

## Megjelenése

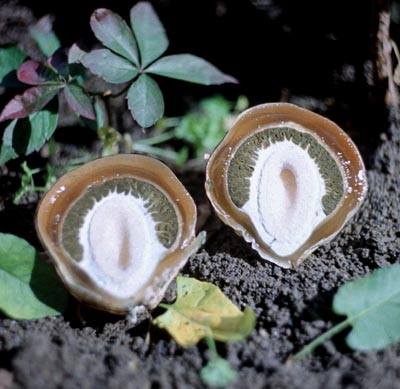
„Boszorkánytojás”

Részben a föld alatt elhelyezkedő fiatal termőteste tojás alakú, és zárt burokban van. A burok középső rétege vastag, zöldes színű, szivacsos-kocsonyás állományú. A gomba ilyenkor még szagtalan. Ebből az úgynevezett boszorkánytojásból néhány óra alatt kifejlődik a teljes gombatest. A többé-kevésbé hegyes, harang alakú, csupán 3-4, néha 5 centiméter széles kalap a ízletes kucsmagombákra (Morchella esculenta) emlékeztet, de külső felülete, a spórákat tartalmazó termőréteg feketés-zöld színű, és hamar elnyálkásodva erős dögszagot áraszt. Fehér hengeres tönkje 30 centiméter hosszúra is megnyúlik.

## Életmódja
Az erdei szömörcsög Európa, Ázsia és Észak-Amerika mérsékelt övi területeinek északabbi részein elterjedt, és a humuszban gazdag talajú lomb- vagy tűlevelű erdőket kedveli. Gyakran már kora nyáron, de főleg augusztustól novemberig terem. Könnyen felfedezhetjük, mert átható szaga már 15-20 méter távolságról elárulja.

## Felhasználhatósága
Az erdei szömörcsög kellemetlen szaga miatt eltántorítja az embereket a fogyasztásától, pedig forrázás után ezt a szagot elveszíti. A gomba tetején található "süveg" felhasználhatatlan, a tönköt egyes vidékeken nyersen eszik, máshol ecetes savanyúságként használják fel, íze a retekre emlékeztet. A fiatal, burokba zárt példányok, az ún. "boszorkánytojások" többféleképpen felhasználhatók, salátának, vagy különböző mártásokkal fogyasztják.

## Képek

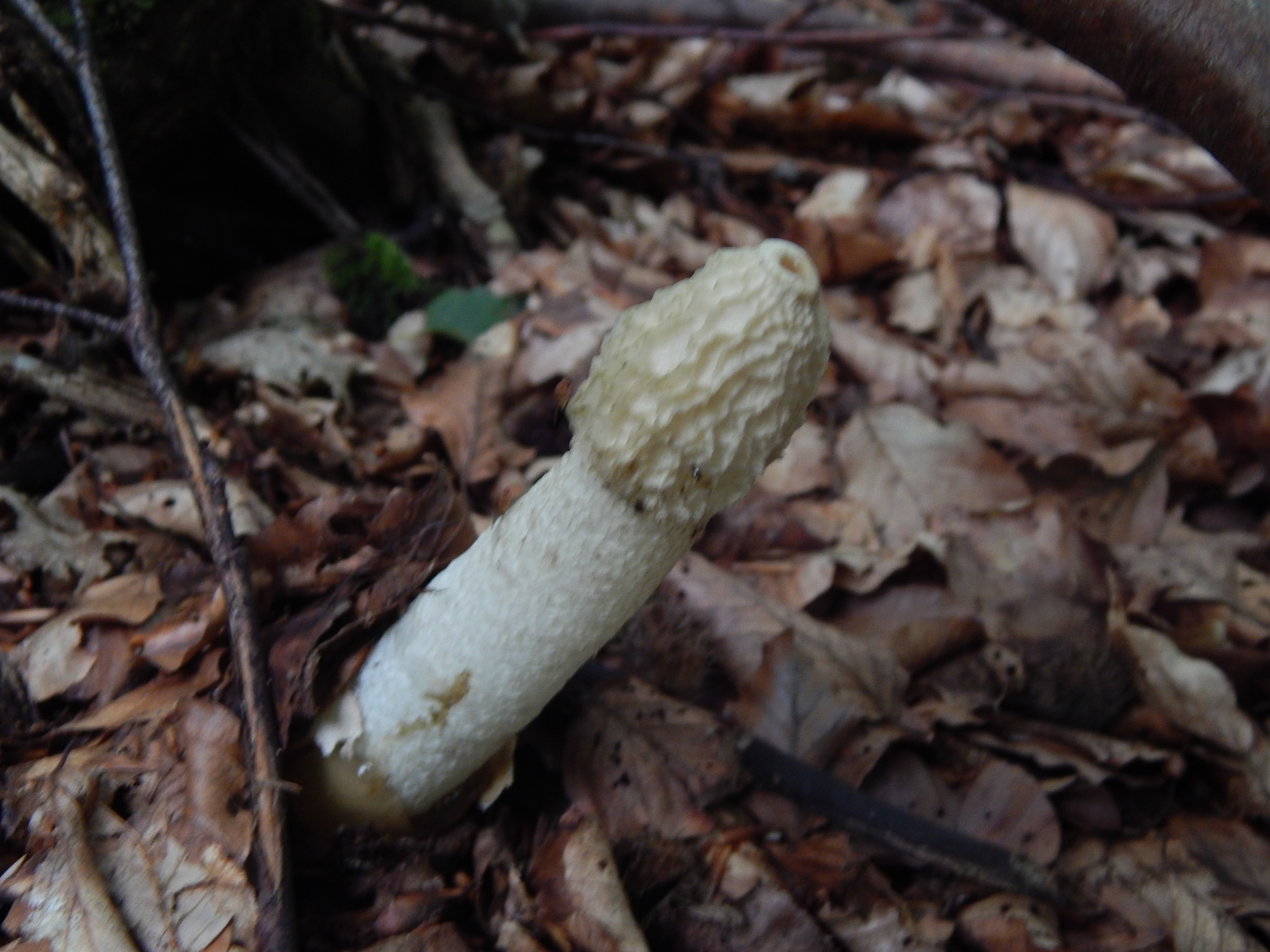
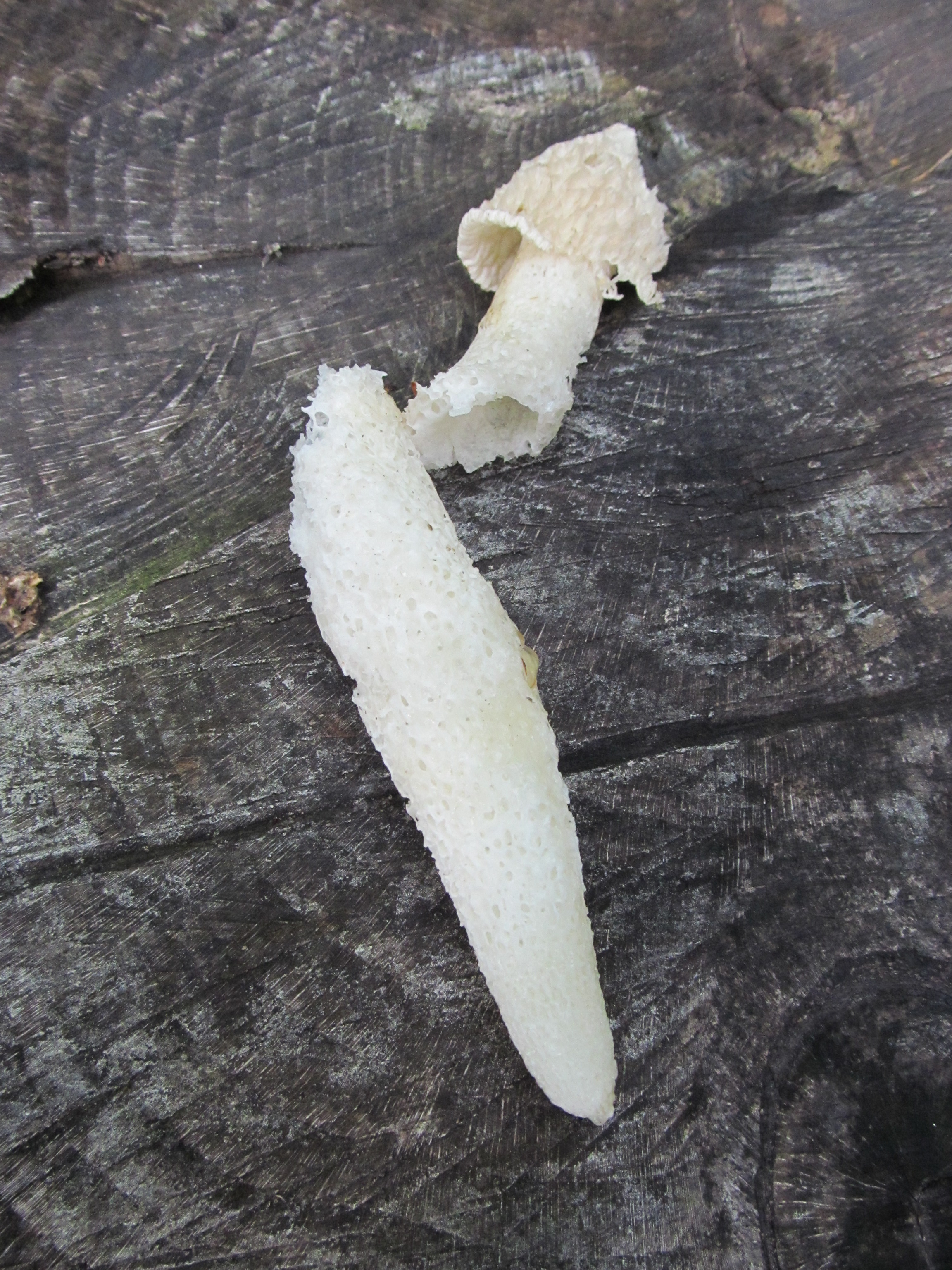
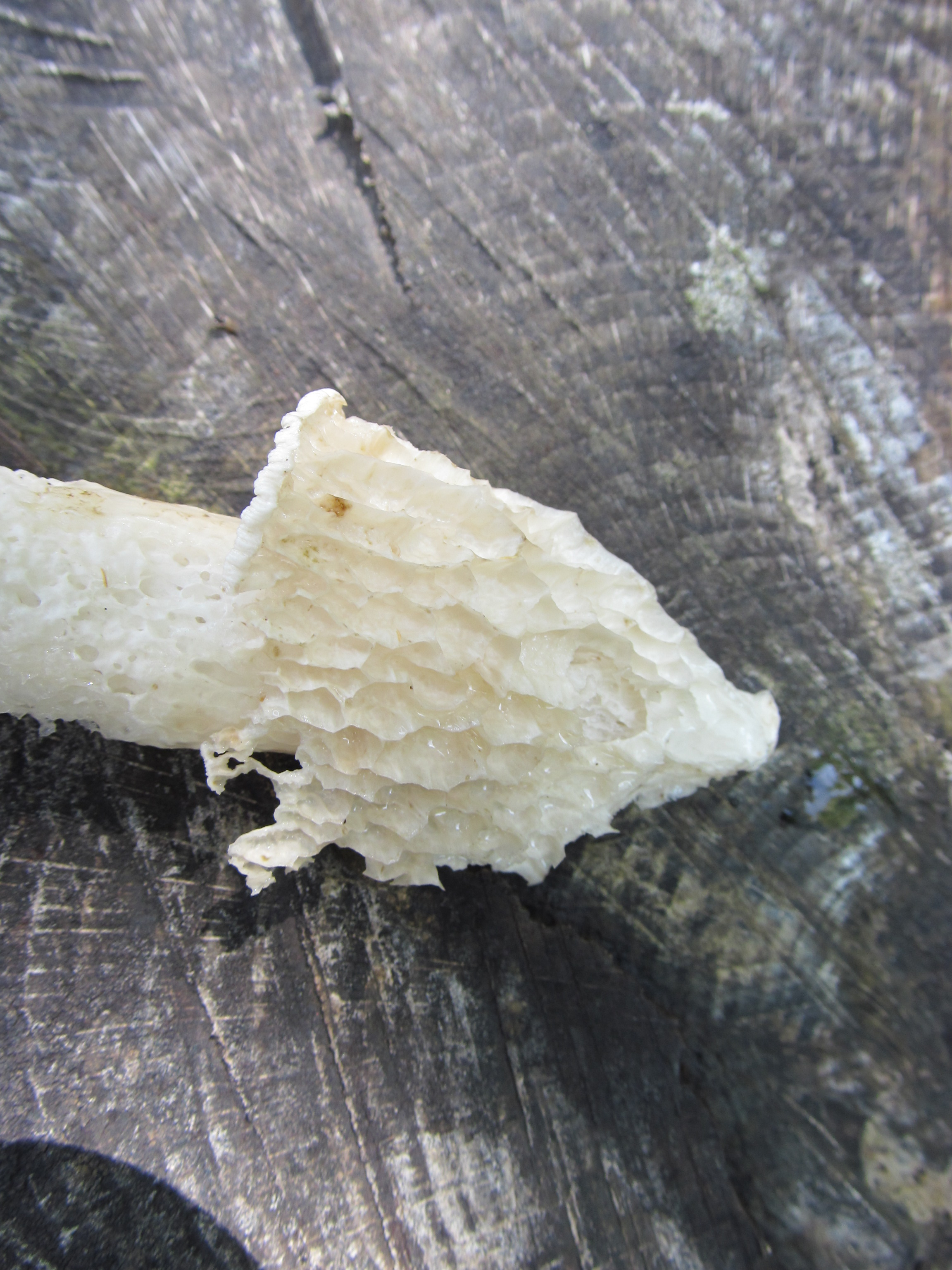
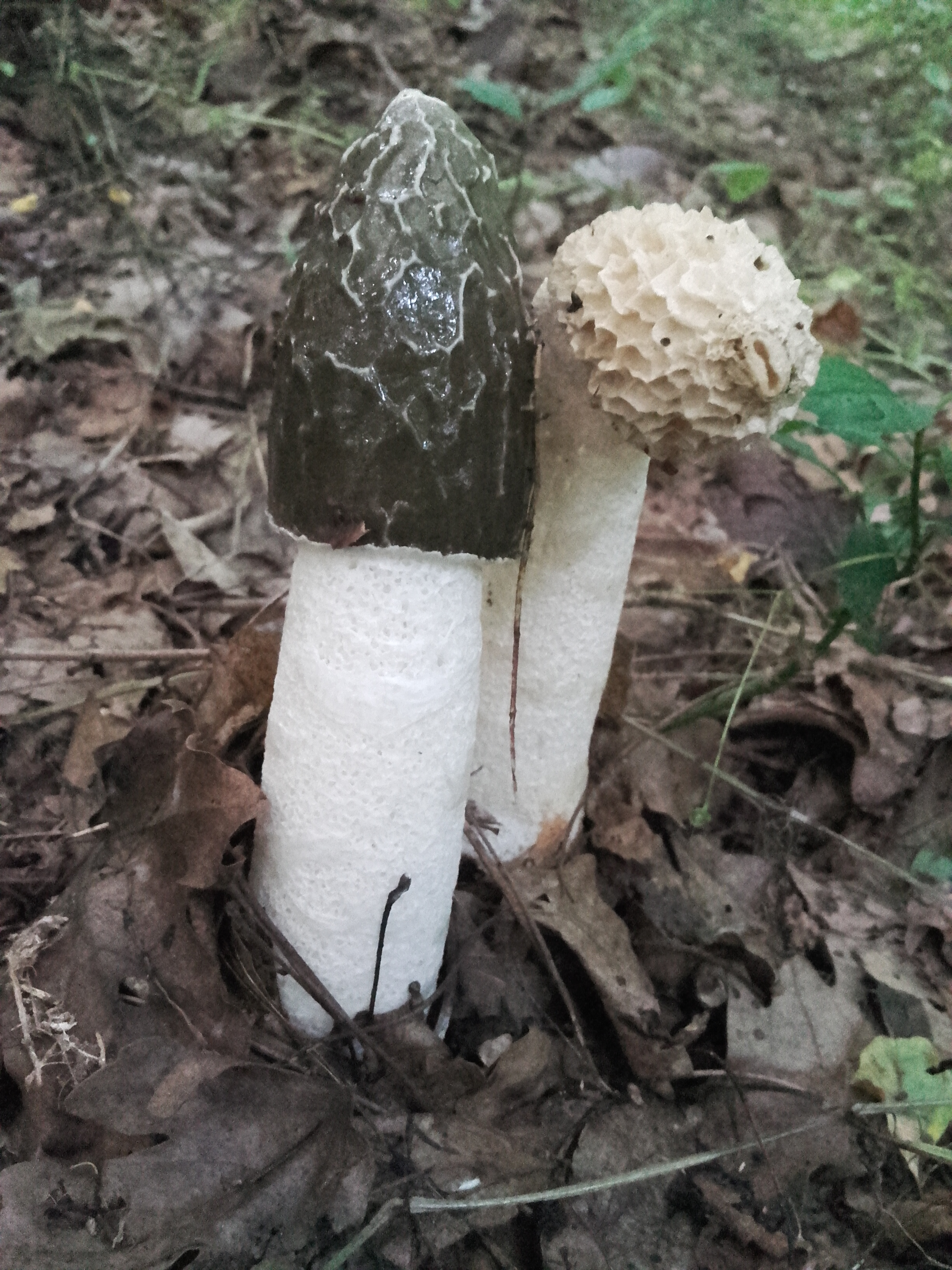
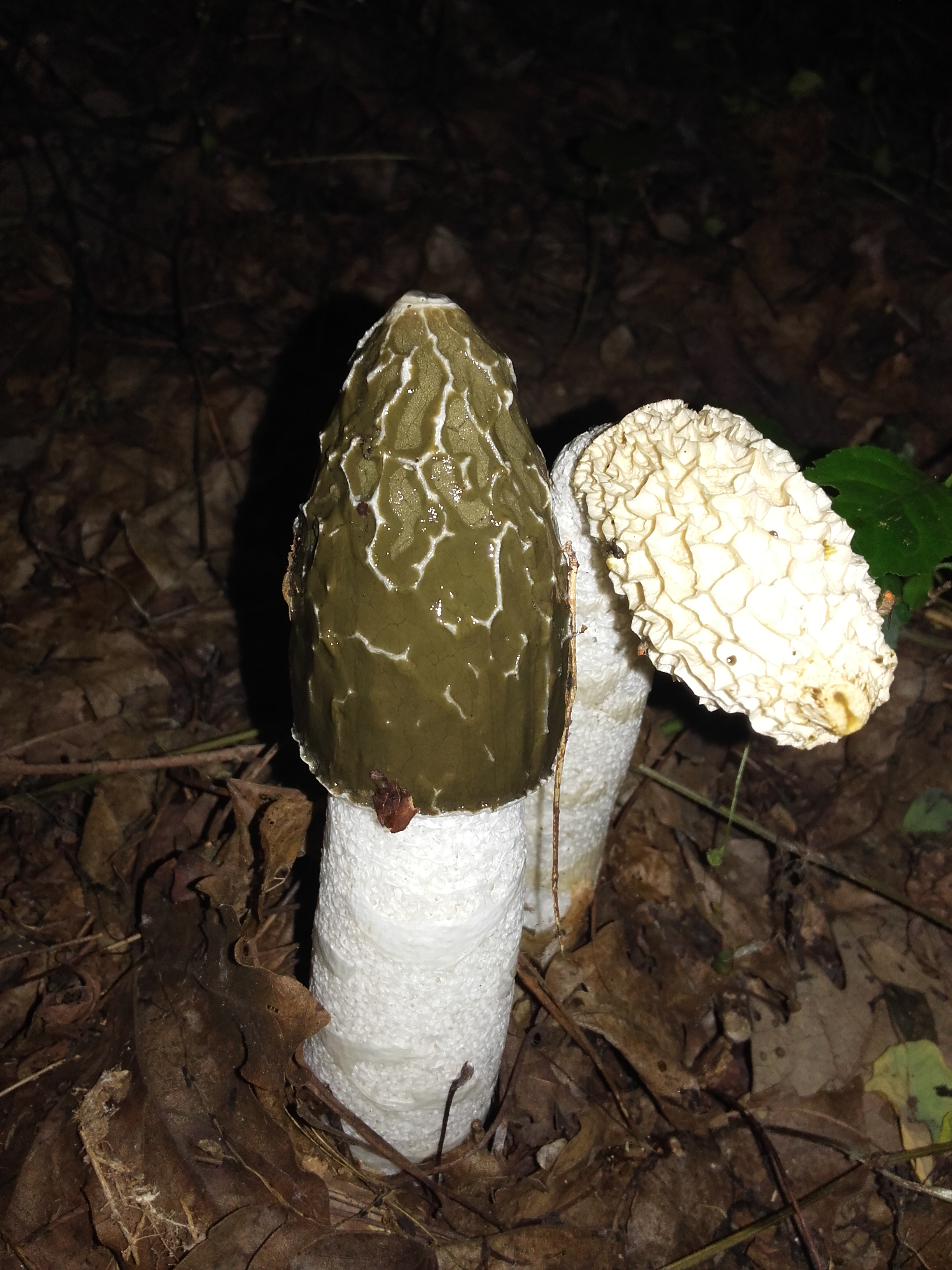